# Denden FC
Der Denden Football Club ist ein eritreischer Fußballverein aus Asmara. Der Verein spielt in der ersten Liga, der Eritrean Premier League.

## Erfolge
- Eritreischer Meister: 2024
- Eritrea Cup: 2009

## Stadion
Der Verein trägt seine Heimspiele im Denden-Stadion in Asmara aus. Das Stadion hat ein Fassungsvermögen von 10.000 Personen.